# Maplestonia simplex
Maplestonia simplex är en mossdjursart som beskrevs av William MacGillivray 1885. Maplestonia simplex ingår i släktet Maplestonia och familjen Candidae. Inga underarter finns listade i Catalogue of Life.